# Эндрюс, Марвин
Марвин Эндрюс (англ. Marvin Andrews; род. 22 декабря 1975, Сан-Хуан) — тринидадский футболист, защитник.

## Карьера

### Клубная
Начинал свою карьеру на родине. В 1997 году Эндрюс переехал в Шотландию, где он выступал почти 20 лет. В составе «Рейнджерс» тринидадец становился чемпионом страны. Завершал свою карьеру игрок в низших лигах. Последним клубом в карьере защитника был в «Клайд». Он играл за него, когда ему было 40 лет.

### Сборная
Марвин Эндрюс является одним из рекордсменов сборной Тринидада и Тобаго по числу проведенных за неё игр. Всего он сыграл за неё 101 матч, в которых забил 10 голов. В 2000 году вместе с национальной командой защитник стал бронзовым призёром Золотого кубка КОНКАКАФ, который проходил в США. В 2006 году футболист был в заявке тринидадцев на чемпионат мира в Германии, однако на мундиале Эндрюс не провел ни одной игры из-за травмы.

## Достижения
- Чемпион Шотландии: 2004/05
- Обладатель Кубка шотландской лиги (2): 2003/04, 2004/05
- Бронзовый призёр Золотого кубка КОНКАКАФ: 2000